# 伊朗能源
這篇伊朗能源（英語：Energy in Iran）用來談論伊朗各式能源和電力生產、消費及進出口、以及其他的問題。
伊朗擁有世界第四大石油蘊藏量，和世界最大的天然氣蘊藏量（請參考各國天然氣蘊藏量列表）。因此伊朗被看作是一個能源超級大國。。伊朗是石油輸出國組織（OPEC）會員國之一，而且它的石油出口金額佔到國家收入的五成。
伊朗大部分的電力是利用天然氣所生產，它是世界第三大天然氣生產國。伊朗也有能力利用可再生資源產生可觀的電力。由於伊朗接近赤道，全國有90%的土地每年至少有300天可利用作太陽能發電。
面對國內能源補貼（請參考伊朗政府補貼改善計劃），以及能源勘探和生產技術進步的需求，伊朗一直努力，希望達成更有效利用其能源資源的目標。伊朗一年的能源浪費高達六十到七十億美元（2008年）。該國的能源消耗量遠高於國際標準。伊朗的石油和天然氣採收率僅為28%，而某些國家的數字為60%。（請參考提高原油採收率）伊朗在2008年在石油、天然氣、和電力的補貼高達840億美元。伊朗是世界上最高耗能的國家之一，人均能源消耗量（請參考各國每年人均能量消耗列表）是日本的15倍，是歐盟的10倍。由於巨額的能源補貼，伊朗是世界上能源效率最低的國家之一，其能源消耗強度是全球平均水準的三倍，是中東平均水準的2.5倍。該國有一半的能源浪費是發生在家庭部門，其中3.4％的能源是透過單人乘用車而浪費掉，還有2/3的發電廠（請參考伊朗電廠列表）的能源被浪費。
伊朗是OPEC和天然氣輸出國論壇（GECF）的主要成員國之一。伊朗石油出口收入達到470億美元，約佔全國收入的50％。天然氣和石油的消費量各佔伊朗國內家庭能源消費量的一半左右。由於伊朗嚴重依賴油氣收入，它必須繼續探勘新的天然氣和石油來源。最近，伊朗將其能源開發重點放在波斯灣的南帕斯氣田的勘探之上。
伊朗在設計、建造、和營運水壩和發電廠方面已可自給自足，在與外國公司競標時，也贏得許多國際合約。
2007年，伊朗火力發電廠的發電量達到173太瓦·小時（請參考瓦特）。佔MENA（中東和北非地區）發電量的17.9％。天然氣在2007年已是伊朗的主要能源，佔需求的55％以上，而石油和水力發電分別佔42％和2％。到2012年，該地區的能源需求將增長26.8％。伊朗在2017年的燃料消耗量相當於每天550萬桶原油（bpd），就能源強度而言，這種消耗率被認為是世界最高。
能源在伊朗政治中發揮重要的作用。羅伯特·貝爾在他的著作《The Devil We Know: Dealing with the New Iranian Superpower，我們所知道的惡魔：與新伊朗超級大國打交道》一書中指出，伊朗已經獲得能源超級大國的地位，並正往軍事-政治超級大國之路前進。

## 概述
伊朗為配合伊朗政府補貼改善計劃（2014年），正計劃創建一家節能公司（請參考能源管理服務公司）。
| | 人口 (百萬) | 一次能源 (太瓦·小時) | 生產 (太瓦·小時) | 出口 (太瓦·小時) | 電力 (太瓦·小時) | 二氧化碳排放 (百萬噸) |
| --- | ----------- | -------------------- | ---------------- | ---------------- | ---------------- | --------------------- |
| 2004年 | 67.0        | 1,696                | 3,233            | 1,530            | 137              | 369                   |
| 2007年 | 71.0        | 2,151                | 3,757            | 1,602            | 165              | 466                   |
| 2008年 | 72.0        | 2,350                | 3,801            | 1,429            | 174              | 505                   |
| 2009年 | 72.9        | 2,514                | 4,068            | 1,537            | 168              | 533                   |
| 2010年 | 73.97       | 2,423                | 4,060            | 1,574            | 196              | 509                   |
| 2012年 | 74.80       | 2,467                | 4,113            | 1,614            | 200              | 521                   |
| 2012年修正 | 76.42       | 2,554                | 3,523            | 961              | 210              | 532                   |
| 2013年 | 77.45       | 2,656                | 3,477            | 649              | 224              | 526                   |
| 2004年到2010年增加率 | 10.4%       | 42.9%                | 25.6%            | 2.9%             | 43.0%            | 37.9%                 |
| 百萬公噸油當量 = 11.63太瓦·時，一次能源包含能源損失部分 百萬公噸油當量（Mtoe） 2012年修正 = 二氧化碳計算標準修改，資料更新 |             |                      |                  |                  |                  |                       |

## 一次能源需求
- 天然氣：55％（2008年）[19]
- 石油：42％（2008年）
- 水力發電：2％（2008年）

## 一次能源來源

### 石油

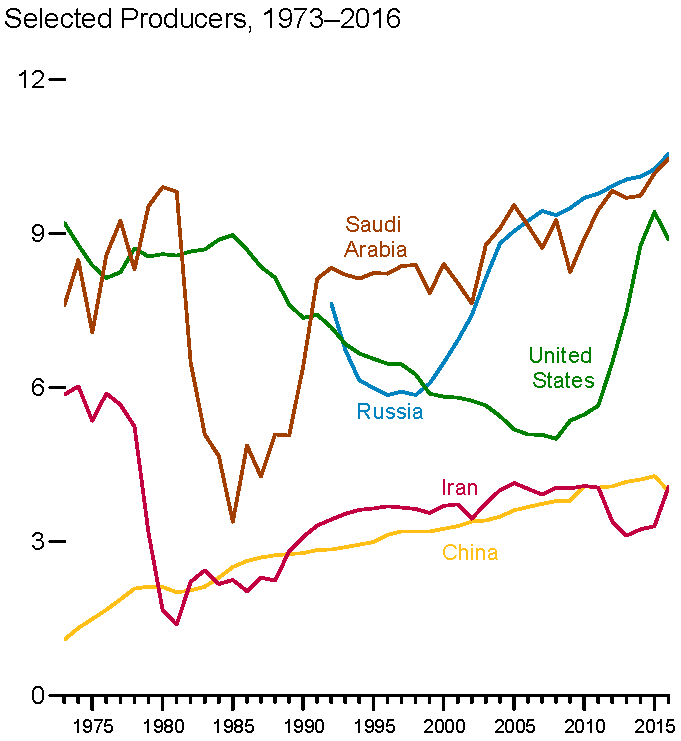
主要產油國家（百萬桶/天）

伊朗擁有世界第二大石油蘊藏量，並且是第三大出口國。根據2006年的估計，伊朗生產全球原油總產量的約5％。每天生產420萬桶（670,000立方公尺）的液態油品，其中380萬桶是原油。伊朗計劃在未來四年中，在石油工業的不同部門中投資1,000億美元（2009年）。到2009年底，伊朗的石油R/P比（儲產比）為89.4年，是世界第一。到2009年，伊朗擁有52座運作中的鑽油平台，和1,853口生產中的油井。
伊朗擁有豐富的燃料可用來發電。伊朗自1913年以來一直是主要的石油出口國。石油行業在2005年的平均日產量為400萬桶（640,000立方公尺），而在1974年曾達到每天600萬桶（950,000立方公尺）的峰值。但是，在1979年的伊朗伊斯蘭革命之後，政府根據節油政策，把每日石油產量削減。在與伊拉克的兩伊戰爭中，石油設施遭到破壞，導致產量更進一步下降。在2000年代初期，由於技術落後，行業基礎設施效率越來越低，在2005年僅鑽取過少數的勘探井。伊朗把石油工業變為國有化發生在1953年，相關產業由伊朗國家石油公司擁有，以及營運。
伊朗擁有全球已證實的石油蘊藏總量的10.3％，到2009年底，蘊藏量約為1,376億桶。在伊朗北部和波斯灣的近海中也發現石油蘊藏。然而，伊朗卻在2005年的汽油進口上花費40億美元，主因是由於補貼，而導致油品走私出口，加上國內使用效率低下的結果。伊朗是世界上最大的汽油消費國之一，在每輛車的消費量上，僅次於美國，居第二位。
人們越來越明白價格必須調漲更快，以達到遏制消費，及減輕公共財政負擔的目的。廉價的能源反而鼓勵伊朗全國浪費性消費，並導致對伊拉克、土耳其、巴基斯坦、和阿富汗猖獗的汽油走私出口活動。近年來，汽車產量的快速增長也為需求提供助力。在無進口的情況下，伊朗國內汽車工業發展強勁（同時伊朗本身的基數也較低），在2006/07年財政年度（3月21日至次年3月20日），汽車產量超過100萬輛。

伊朗石油生產、國內消費、以及出口圖。

由於精煉產能不足（請參考伊朗國有石油精煉及配銷公司），導致國內生產石油的消費增長緩慢。相較之下，燃料進口量從2000年的每天30,000桶（4,800立方公尺/天）增加到2005年1月的每天180,000桶（29,000立方公尺/天），估計汽油消耗量約為每天180萬桶（290,000立方公尺/天）（在實施配給之前），其中約三分之一靠進口。國家議會消息來源稱，這些進口商品價格昂貴，在2007/08年會計年度的前九個月中，政府已花費約40億美元。伊朗所消耗的成品油有近40％是從印度進口。

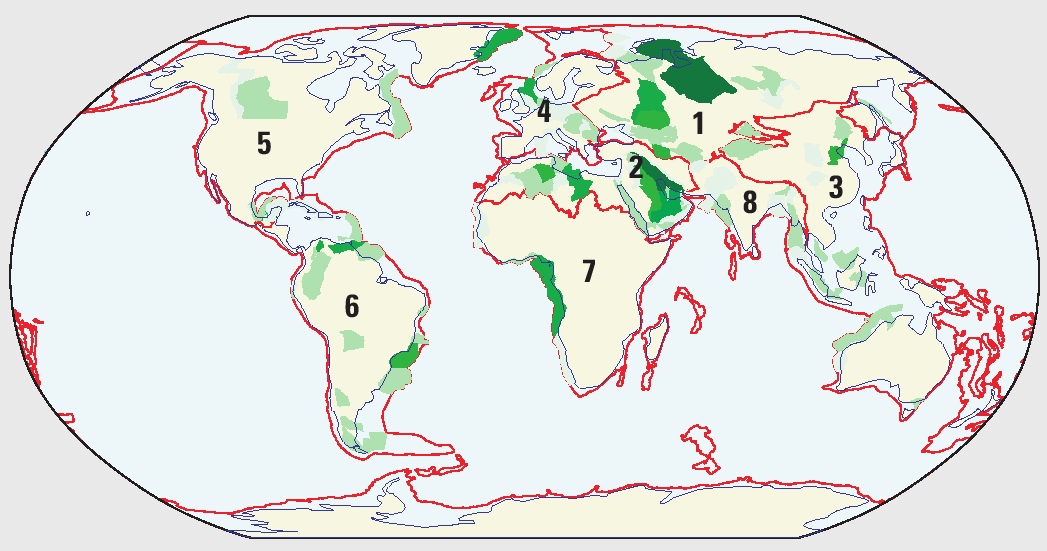
美國地質調查局所製作世界各國石油蘊藏地點圖。

伊朗擁有27個陸上，和13個近海油田，主要集中在胡齊斯坦省的西南地區，接近伊拉克邊界。伊朗政府嚴重依賴石油收入，他們大力補貼能源工業，能源工業佔伊朗國內生產總值（GDP）的12％左右。但是，由於天然氣的替代使用，國內的石油消耗量有所減少。由於這些補貼和人口增長，伊朗從這些資源獲得的經濟增長並不確定，而且發展停滯。由於國際經濟制裁和戰爭的影響，伊朗一直無法達到充分利用產能。伊朗的油田的自然下降率，陸上油井為8％，海上油井為10％。目前，伊朗的採收率約為27％，遠低於世界平均水準。伊朗必須做結構上的改進，以提高原油採收率。
石油：
- 產量：3,589,000桶/天（570,600立方公尺/天）（2012年估計）[27]
- 消耗量：1,755,000桶/天（279,000立方公尺/天）（2008年估計）（預計自2006年起，每年增長10％）
- 出口：2,377,000桶/天（377,900立方公尺/天）（2010估計）
- 進口：156,000桶/天（24,800立方公尺/天）（2010估計）
- 證實蘊藏量：1,546億桶（Gbbl）（24.58×10億立方公尺）來自伊朗提供的數字（2009年1月1日估計）

附註：由於國內煉油能力不足、過度消費、和走私出口，截至2009年，伊朗有1/3的汽油需求依賴進口提供。.

### 天然氣

伊朗天然氣生產、國內消費、以及出口圖。

伊朗是世界第三大天然氣生產國（佔世界總量的5.1％，1,840億立方公尺）；主要用於國內發電，或是提供熱能之用。證實天然氣蘊藏量估計為1,187.3兆立方英尺（33,620兆立方千公尺）。在2005年時，據信當時伊朗仍有很大部分天然氣蘊藏尚未被發現。已知的蘊藏量中約有62％位於純天然氣田地區。由於在北帕爾斯氣田和南帕斯氣田地區，不斷有新氣源被開發，預計伊朗的天然氣產量將在未來幾年內增加。
在2005年，伊朗國內消費量與3.6兆立方英尺（100兆立方千公尺）的產量相匹配。在接下來的十年中，國內消費量預計將以每年7％的速度增長。伊朗政府對天然氣價格提供和汽油價格類似的補貼，預計這種補貼將在如此高的國內消費水平下繼續維持。而為填補國內需求的增長，預計未來幾年內伊朗的天然氣出口將會減少。
伊朗是世界上僅次於美國和俄羅斯的第三大天然氣消費國。伊朗的天然氣消費增長率也是世界上最高。
天然氣：
- 產量：1,518億立方公尺（2011年估計）
- 消費：1,446億立方公尺（2010年估計）
- 出口：90.5億立方公尺（2011年估計）
- 進口：105.9億立方公尺（2011年估計）
- 證實蘊藏量：33.61兆立方公尺（2013年1月1日估計）

### 核能

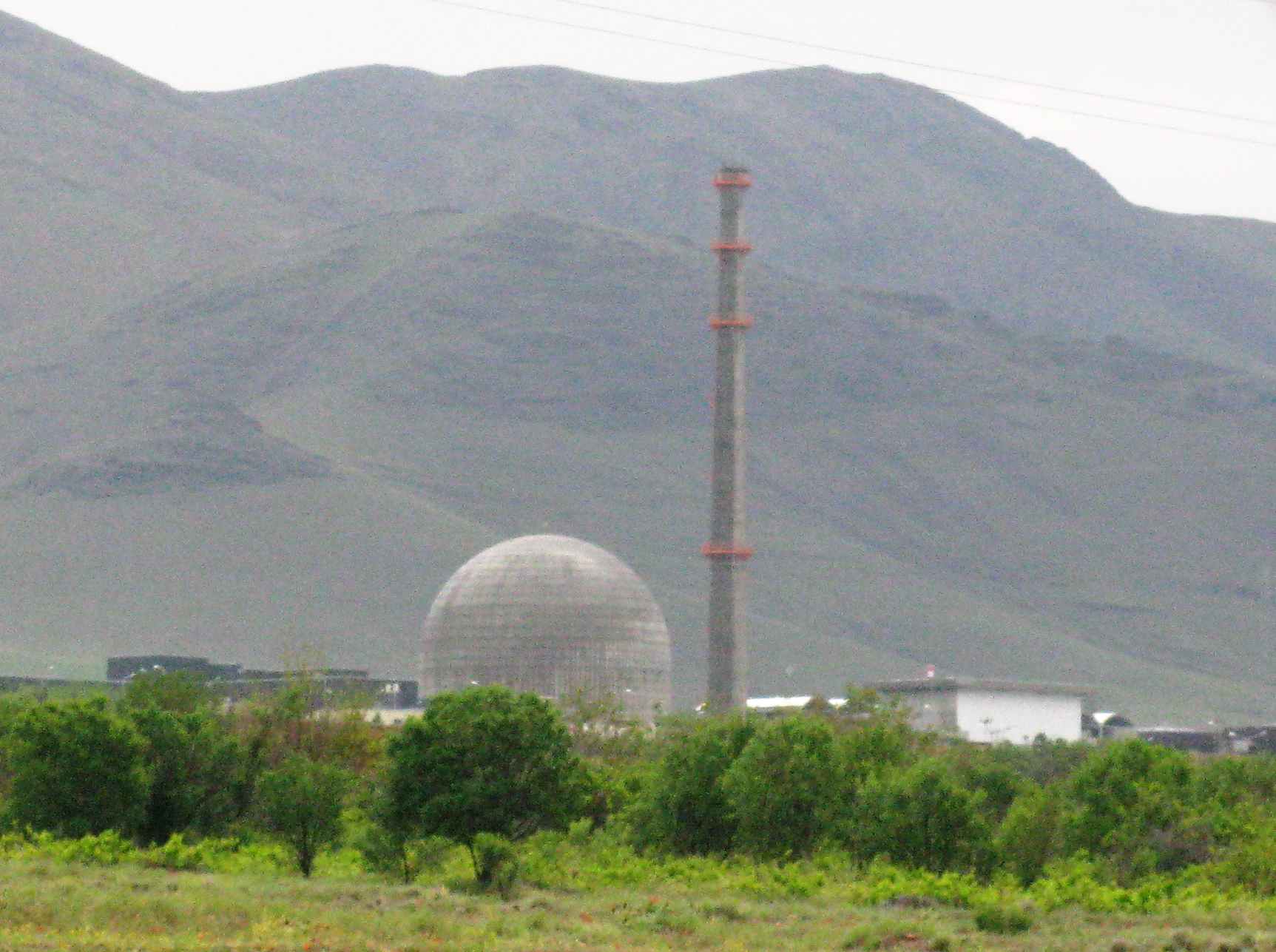
伊朗阿拉克核能發電廠。

伊朗計劃到2025年通過核能技術，把發電量提升到23,000百萬瓦·小時，以滿足國內不斷增長的電力需求。，布什爾核電廠的四個915百萬瓦反應器中的第一座，透過俄羅斯協助，隨經過多次延誤，終於在2010年8月投入運轉，伊朗本土設計的達霍文核電廠計劃於2016年投入運轉。整體而言，伊朗仍然是一個淨電力輸出國，並與所有陸地鄰國交換電力（請參考伊朗各項世界排名中英文部分#Energy）。美國的核電每千瓦·小時的成本，僅10美分多一點。而伊朗在國內從事鈾濃縮，加上高利息成本、低能量輸出（單個1,000瓦反應器）、低效率、極慢的反應器建造速度、且無後處理能力，每千瓦·小時的成本約達到68美分（假設每個濃縮鈾分離作業單位的價格為140美元，鈾的價格為40美元）。

### 水力發電
水力發電有10,000百萬瓦，佔伊朗整體能源結構的14％（2015年）。伊朗有自製水輪機的能力。伊朗有大量河流可以築壩用於水力發電，但最近的乾旱現象暫時把這種發電能力降低。 

### 生物燃料
2016年，伊朗生物燃料協會（IBS，Iranian Biofuel Society）與科學與技術副總統辦公室，還有德黑蘭和郊區巴士公司合作，在德黑蘭的巴士車隊中執行第一個城市實驗項目，利用廢棄的食用油轉化而成的生質柴油，期望引起公眾對全球氣候變化的認識，他們建議 “減少向大氣層排放人為的溫室氣體”，並以廢棄物轉化而成的生物燃料，取代部分化石燃料，“把人類對大氣的干擾降低”。這個計劃還得到聯合國小額捐款計劃、全球環境基金、聯合國開發計劃署（SGP / GEF / UNDP）辦公室的支持。

### 太陽能
伊朗獨特的地理位置，讓該國有90％的地方每年有300天的陽光來供太陽能發電。伊朗有平均每平方公尺可產生2,200千瓦·小時的太陽輻射。太陽能發電量在2005年達到53百萬瓦，在2011年達到67百萬瓦。

### 風力
伊朗在2020年的風力發電量剛超過300兆瓦，在全國發電裝機容量的佔比少於1%。該國東部適合建設更多風力發電場，因為當地在春夏有較高的風能，與當地也在春夏之時有較高的電力需求。

### 地熱
伊朗有潛力成為全球第9大地熱能的生產國。根據全球構造學的研究，伊朗受阿拉伯板塊在伊朗中部板塊下方接觸撞擊，產生俯衝帶，而產生四個斷層：兩個斷層使裏海南部凹陷，另兩個斷層則在伊朗北部，屬高加索山脈的一部分。撒巴蘭火山和薩漢德山是該地區的兩個第四紀火山。撒巴蘭是一個大型複式火山，由3個峰頂組成，分別為Soltan（4,811公尺）、Heram（4,612公尺）、和Kasra（4,573公尺）。這複式火山位於東北往西南方向的地壘上，最近的一次爆發是在全新世，隨之破火山口的坍塌造成大約400公尺深，直徑12公里的凹陷。熔岩流裡面包含粗面安山岩、安山岩、英安岩、和火山碎屑流沉積物。當地有9座溫泉，溫度範圍在攝氏25度到85度之間。 

## 電力
伊朗，按不同能源所生產的電力-2012年

伊朗生產電力使用的能源來源

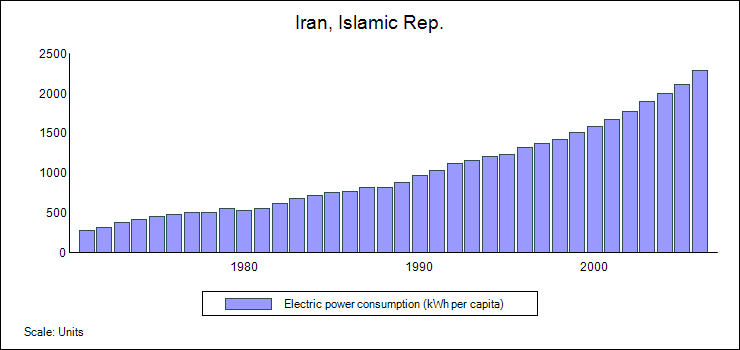
伊朗的能源消費是全球平均值的6.5倍。伊朗電力在輸送到消費者之前，由於技術的問題，已有18.5%被浪費掉，這種浪費在2006年就達到美金11億元。

在沙贊德的複循環發電廠。

自1984年以來，伊朗電力的國內消費和生產一直穩定增長，依然過度依賴傳統的熱能源發電，水力發電廠產生者僅佔一小部分。電力消費量一直穩步上升，在接下來的十年中，預計每年將以6％的速度增長。因此，伊朗能源部門必須集中精力來滿足這種需求。伊朗如今已是世界上第19大電力生產國，和第20大電力消費國。伊朗能源部的一項研究顯示，未來20年應增加15,000-20,000百萬瓦的發電量。伊朗近年來更加重視國內外投資者在發電部門的參與，目前正在進行的計劃將為國家電網增加40,000百萬瓦·小時的發電量。
據估計，由於技術問題，伊朗約有18.5％的電力在流向消費者之前被浪費掉。伊朗名列世界燃氣渦輪發動機生產國中前十名，產能容量達160百萬瓦。伊朗國營IDRO集團子公司JEMCO的專家已成功造出1百萬瓦發電機的能力。伊朗在建造水輪機方面，自製率超過80%，在燃氣渦輪發動機方面的自製率則高於90％。根據2009年的估計，伊朗在未來幾年內可名列具有發電廠技術的國家行列。伊朗已經具有建立水力發電廠、天然氣發電廠、和複循環發電廠的技術專長。伊朗不僅在電廠建設方面能自給自足，而且還簽下一些在鄰國建設電廠的合同。
在伊朗，對生產發電能源的勘探工作廣泛而多樣。為滿足不斷增長的電力需求，他們也制定計劃，以建立節油型發電廠，同時加重天然氣生產。核動力和水力發電目前暫未受到特別關注，但這兩項仍屬滿足電力需求總體戰略的一部分。電力部門也得到大量補貼，配電、輸電、和發電由多數國有企業控制。為滿足電力部門的需求，伊朗開始研究引入私人投資。伊朗通過一項章程（請參考外國對伊朗直接投資中#FIPPA的部分），允許能源部訂立伊朗里亞爾，或伊朗里亞爾/外幣合併合同，以從私營公司購買電力。2009年，伊朗的私人公司發電量達到14,440百萬瓦。
雖然有人批評伊朗的水力發電計劃對環境會產生潛在的風險，但大多數人都認為該國目前的水力發電狀況要比以往好很多。伊朗對這一區塊展示一種新的處理模式。1979年的伊斯蘭革命後，建設水力發電廠成為民間和公家機構普遍喜好的項目。但是通常這些建設項目在環境評估標準、工程標準、和技術要求方面並未符合基本要求，結果，這些水壩之中有許多已損毀，或處於殘破狀態。

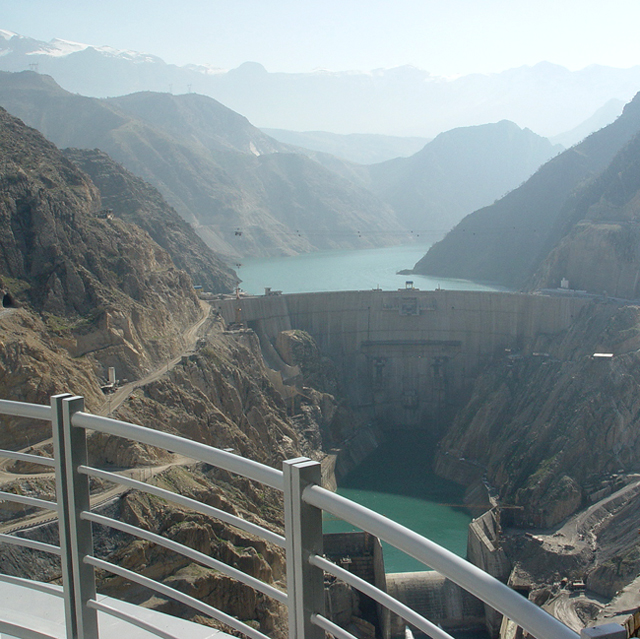
伊朗的卡倫河三號大壩以及水力發電廠在2005啟用，伊朗近年來是世界最大的水壩建造國之一。

到2004年，伊朗增加新的水力發電廠，並提高傳統燃煤和燃油電廠營運的效率，裝機容量增加到33,000百萬瓦。其中，約有75％是燃燒天然氣，18％是燃燒石油，7％是水力發電。但伊朗在2004年裝設第一座風力發電廠，和地熱發電廠，首座太陽熱能發電廠於2009年投入運營。伊朗擁有近19億短噸的可採煤炭蘊藏量。該國每年生產約130萬短噸煤炭，消耗則約為150萬短噸，使該國成為煤炭的小額淨進口國。
伊朗人口結構變化和工業化加劇兩項，導致電力需求每年增長8％。政府的目標是到2010年達到53,000百萬瓦的裝機容量，這是透過允許獨立電廠（包括有外資加入者）建設新型燃氣電廠上線，並增加水力發電和核能發電來達成。據估計，僅在波斯灣的海岸線上，伊朗有可能會利用波浪能發電，產生至少6,150百萬瓦·小時的電力。伊朗還在嘗試利用有機廢物發電，並計劃建設電廠，利用生活和工業產生的污水和有機廢物作為燃料。伊朗正在研究的另一個領域，是評估潮汐能潛力。伊朗每年約有300個晴天，每平方米平均太陽輻射2,200千瓦·小時，因此，利用到太陽能的潛力也很大。
電力：
- 產量：2,203億千瓦·小時（2011年估計）[67]
- 消耗：1,827億千瓦·小時（2010年估計）[26]
- 出口：67.07億千瓦·小時（2010年估計）[26]
- 進口：30.15億千瓦·小時（2010年估計）[26]

發電能源來源：
- 化石燃料：91％（75％來自天然氣，18％來自石油）（2006年）；佔總裝機容量的86.2％<ref=name"sources">. Statista. 29 May 2021  [6 June 2021]. （原始内容存档于2022-01-06）.</ref>
- 水力：7％（2006）;佔總裝機容量的13.7％<ref=name"sources"/>
- 核能：2％<ref=name"sources"/>

## 能源預測
| 資料來源: B.M.I            | 2010年                                    | 2015年估計                               | 2010年到2015年成長率 | 2015年到2020年成長率 | 2010年到2020年成長率 | 附註                                                                                               |
| -------------------------- | ----------------------------------------- | ---------------------------------------- | -------------------- | -------------------- | -------------------- | -------------------------------------------------------------------------------------------------- |
| MENA-發電量                | 1,222太瓦·小時                            | 1,518太瓦·小時                           | +24.2%               | 不適用               | 不適用               | 在2009年因為經濟放緩，市場萎縮。                                                                   |
| MENA-熱力發電廠            | 1.140太瓦·小時 (佔整個區域供電量的93.3%)  | 1,378太瓦·小時 (佔整個區域供電量的90.8%) | 不適用               | 不適用               | 不適用               | 熱力發電比率降低。部分歸因於人們對於環境問題的關心，而提倡再生能源，水力發電，和核能發電後的結果。 |
| MENA-能源需求              | 不適用                                    |                                          | +20.8%               | 不適用               | 不適用               | 不適用                                                                                             |
| MENA-核能需求              | 不適用                                    | 約25太瓦·小時                            | 不適用               | 不適用               | 不適用               | 不適用                                                                                             |
| 伊朗實際GDP增長率          | 不適用                                    | 不適用                                   | 2%每年 (平均)        | 不適用               | 不適用               | 不適用                                                                                             |
| 伊朗人口                   | 73.9百萬                                  | 78.6百萬                                 | 不適用               | 不適用               | 不適用               | 不適用                                                                                             |
| 伊朗人均GDP成長率          | 不適用                                    | 不適用                                   | +31%                 | 不適用               | 不適用               | 不適用                                                                                             |
| 伊朗人均電力消費           | 不適用                                    | 不適用                                   | +5%                  | 不適用               | 不適用               | 不適用                                                                                             |
| 伊朗能源消費               | 161太瓦·小時                              | 179太瓦·小時                             | 2.2%每年 (平均)      | 不適用               | 不適用               | 一個大致均衡的市場                                                                                 |
| 伊朗電力生產               | 不適用                                    | 不適用                                   | +12.2%               | +11.9%               | +25.5%               | 不適用                                                                                             |
| 伊朗熱力發電               | 192太瓦·小時 (佔MENA整體的16.85% )        | (佔MENA整體的14.45%)                     | 不適用               | 不適用               | 不適用               | 不適用                                                                                             |
| 伊朗對一次能源需求及成長率 | 37.8% (天然氣), 40.4% (石油), 0.8% (水力) | 不適用                                   | +14.4%               | +12.6%               | +28.8%               | 不適用                                                                                             |
| 伊朗對能源需求             | 22.38% (伊朗需求佔MENA的比率)             | 21.21% (伊朗需求佔MENA的比率)            | 不適用               | 不適用               | 不適用               | 不適用                                                                                             |
| 伊朗對核能需求             | 0                                         | 10太瓦·小時 (佔MENA整體的38.46%)         | 不適用               | 不適用               | 不適用               | 布什爾核電廠在2011年開始供電。核能是伊朗發電能力成長的一個重要因素。                               |

## 補貼
估計伊朗在2008年花了840億美元，用於石油、天然氣、和電力的補貼
伊朗是世界上最大的能源補貼國，導致高度浪費、市場扭曲、污染、以及由於價格差異而與鄰國進行獲利豐厚的違禁交易。

## 環境
空氣污染（大部分是由化石燃料所產生），光在德黑蘭一地就造成每年約有3,000人因此死亡。
- 人均二氧化碳排放量（公噸）：8.4公噸（2014年）[71]
- 單位能源使用GDP：4.3（2014年）[72]
- 人均能源使用量（公斤油當量）：3,060（2014年）[73]

## 可再生能源

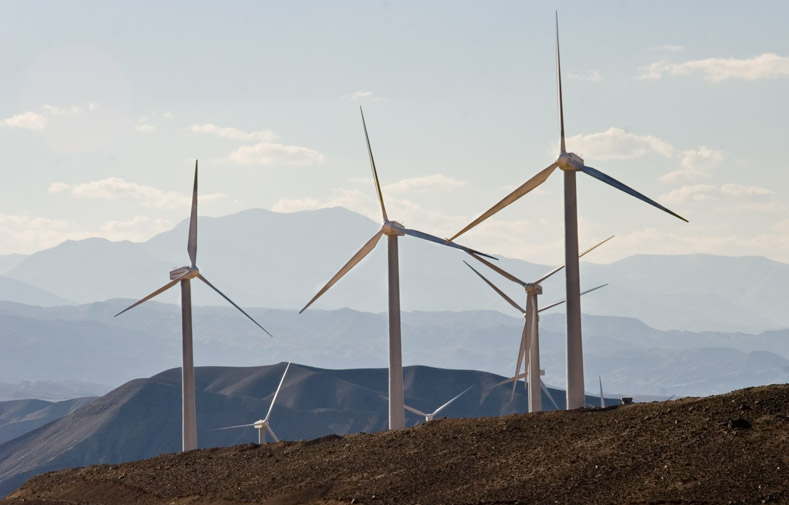
伊朗致力分散所需能源的來源，它在幾個地區設有風力發電廠，相片中的風電廠在裏海南岸的曼吉勒。

伊朗政府在2010年宣布，計劃在2010年至2015年之間，建設利用可再生能源來產生2,000百萬瓦電力的能力。截至2010年，伊朗的水力發電量為8,500百萬瓦，風能發電量為130百萬瓦。截至2010年，私營公司已簽署合同，預備建造超過600百萬瓦的生物質發電系統，和500百萬瓦的風能計劃。
伊朗也在努力讓可再生能源能成為商業上可行，伊朗能源部被要求以世界市場價格購買私人生產的可再生能源。風能和生物質能的上網電價補貼（FiT）約為13美分/千瓦·小時。
2012年，伊朗政府從伊朗國家發展基金撥款5億歐元，用於可再生能源項目。支持太陽能產業的還有國家資助的伊朗可再生能源組織（SUNA），該組織隸屬於伊朗能源部，這個組織的預算約為6,000萬美元。

## 外部連結
- （英語） Ministry of Energy Of Iran - Official Website
- （英語） Renewable Energy & Energy Efficiency Organization Of Iran  （页面存档备份，存于） - Official Website
- （英語） Ministry of Economic Affairs and Finance Of Iran - Official Website
- （英語） Ministry of Industry , Mine & Trade  Of Iran – Official Website
- Iran Energy Profile - International Energy Agency
- Annual Reviews - Reports by the Central Bank of Iran, including statistics about the energy sector in Iran.
- US Department of Energy - Iran （页面存档备份，存于）
- Brief Sector & Environment Study (2003)
- Energy Security Implications of an Iran in Transition （页面存档备份，存于）
- Tavanir - Iran's Electric Power Generation Organization
- Ahmadinejad's Gas Revolution: A Plan to Defeat Economic Sanctions （页面存档备份，存于）
- IAEA: Energy and electricity in Iran （页面存档备份，存于） (2002)
- Solar insolation maps （页面存档备份，存于）

Videos

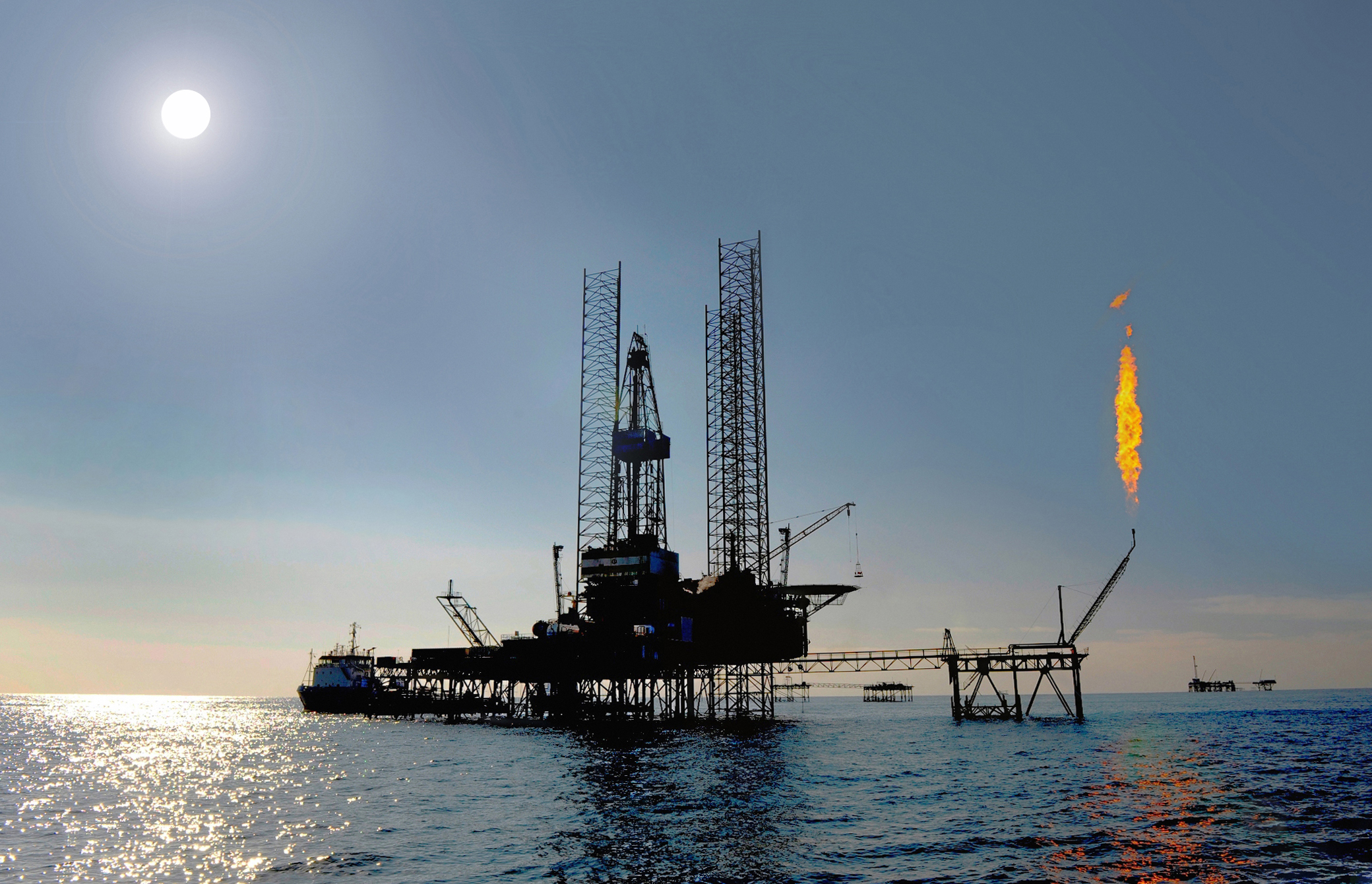
架在裏海水域的鑽油平台

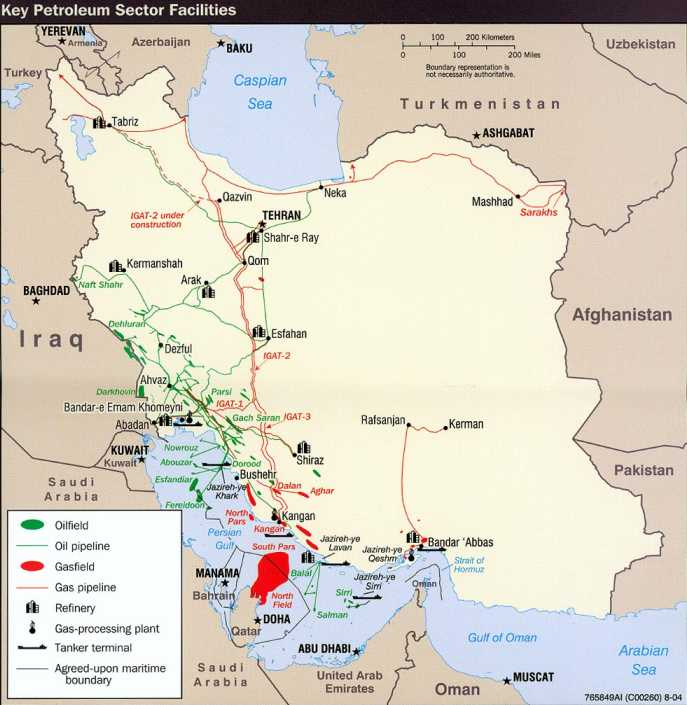
伊朗擁有全世界已經證實的石油儲量的10%，天然氣蘊藏的15%。它是石油輸出國家組織中第二大石油出口國，世界第四大生產國。

伊朗2015年一次能源消費比率，按不同能源分類。

- Renewable Energy in Iran （页面存档备份，存于） - PressTV (2012)
- Iran's energy bourse （页面存档备份，存于） - PressTV (2012)